# Rückkehr der Musen
Rückkehr der Musen ist ein Dokumentarfilm des DEFA-Studios für Dokumentarfilme, der im Auftrag des Fernsehens der DDR unter der Regie von Heide Gauert im Jahr 1984 entstanden ist.

## Handlung
Der Film beginnt mit Aufnahmen aus dem Jahr 1981, die das Berliner Schauspielhaus zeigen, wie es seit seiner Zerstörung im Zweiten Weltkrieg aussah. Nur die Außenwände waren erhalten geblieben, das Innere des Gebäudes muss für den Wiederaufbau völlig entkernt werden. Dafür wurde zuerst ein Dach aufgesetzt und dann mit dem Abtransport von mehreren Tausend Tonnen Schutt, des in den Jahren 1820 bis 1821 von Karl Friedrich Schinkel erbauten Hauses, begonnen. In seinem Sinn soll jetzt auch der Wiederaufbau geschehen, der aber im Innenbereich keinen Theater- sondern einen Konzertsaal mit allen dazugehörigen Einrichtungen erhalten soll. 
Als Erstes werden etwa 1000 Tonnen Stahlträger in das Gebäude eingezogen, die alle zukünftig auftretenden Belastungen tragen müssen. Um den Stand der Arbeiten zu überprüfen, findet jede Woche ein Rundgang und Rapport mit den verschiedenen beteiligten Betrieben und dem Leiter der Baudirektion Hauptstadt Berlin Erhardt Gißke statt. Während zwei der Architekten ihre Gedanken äußern, die sie bei ihrer Arbeit bewegten, kreist ein Hubschrauber über den Platz der Akademie damit die Kamera das komplette Gelände zeigen kann. In einem geschichtlichen Rückblick gibt es die Erläuterung, dass der Platz ursprünglich Lindenmarkt hieß und von zwei Kirchen, der Deutschen und der Hugenottenkirche, flankiert wurde. Außerdem befanden sich hier noch unzählige Pferdeställe, die der Soldatenkönig für ein berittenes Regiment, mit sogenannte Gendarmen hat bauen lassen, weshalb der Platz im Volksmund Gendarmenmarkt genannt wurde, ein Name, den er später offiziell erhalten sollte.
Nachdem der letzte Schutt aus der Ruine entfernt ist, können die Stahlbauer auch in den übrigen Gebäudeteilen die stabilisierenden Träger einbauen, während in den anderen Räumen bereits die Stuckateure mit dem Anbringen der Stuckteile beschäftigt sind. Dafür wird extra eine Vorfertigungswerkstatt eingerichtet, damit die Teile, die man in größeren Mengen braucht, in Serie hergestellt werden können und die man vor Ort nur noch zu montieren braucht. Doch dort gibt es für die Stuckateure aber immer noch genug zu tun, denn es werden hier jede Woche 15 Tonnen Alabastergips verarbeitet. 
Während der Arbeiten am Schauspielhaus geht aber auch die Randbebauung am Platz der Akademie weiter. Ein Teil davon ist die von Daniel Chodowiecki entworfene allegorische Figur Triumph der Religionen, die der Bildhauer Gorch Wenske nach alten Fotografien in Gips gestaltete und auf der durch den Metallgestalter Achim Kühn ein Abdruck aus Kupferblech getrieben wurde. Nun kommen noch die Vergolder, die der 25 m² Oberfläche den richtigen Glanz geben. Am 26. August 1982 wird die Figur auf der Spitze des Französischen Doms montiert. Es folgt im Film ein Abriss der Geschichte der Vorgänger, des von Karl Friedrich Schinkel entworfenen dritten Theaterbaus auf dem Platz. 
Im Herbst 1983 verbinden etwa 300 hochspezialisierte Monteure, Handwerker und Künstler ihr fachliches Können zum Erfolg in der Ausstattungsphase. Ein wichtiger Punkt ist, die schon von Schinkel angestrebte, sparsame Ausführung des Baus. So wird der verwendete Gips so bearbeitet, dass er wie Marmor aussieht. Gemeinsam mit den Bauhandwerkern arbeiten 40 freischaffende Künstler und Restauratoren an der Fertigstellung der Innenräume. Ein großer Teil der Bilder muss neu erfunden werden, da keine Überlieferungen der Originale vorliegen. Das gleiche Problem hat der Bildhauer Gorch Wenske, der die Aufgabe hat, die ehemals im kleinen Festsaal stehenden 16 mythologischen Figuren, nach alten Fotos und Zeichnungen, zu gestalten. Da die Figuren jetzt den großen Saal schmücken sollen, muss der Bildhauer zusätzlich noch 12 weitere neue Figuren schaffen, womit er sich bereits seit dem Jahr 1978 beschäftigt. In der gesamten DDR werden Firmen gesucht, die für die Zuarbeit zur Ausstattung des Hauses ihre Erzeugnisse liefern sollen. So sind bereits seit 1981 zwei traditionsreiche Betriebe aus der Lausitz damit beschäftigt, die Glasteile für die großen Kronleuchter herzustellen. Dafür müssen bereits vergessene Herstellungsverfahren neu belebt werden. Für die Vergoldung der Gestelle sind zwei Berliner Betriebe zuständig. Solch ein Lüster besteht aus 15000 Einzelteilen und hat ein Gewicht von etwa einer Tonne. Davon hängen im großen Saal allein 14 Stück. Die 2000 Stühle für den großen Saal werden in zwei kleinen Betrieben in der Nähe Dresdens hergestellt und anschließend lackiert. Das dafür benötigte Samtgewebe mit dem dafür gewünschten klassizistischen Ornament wird in einer Weberei in Plauen produziert. Im Frühjahr 1984 sind die ersten Töne aus der, mit 299 Holz- und 5456 Metallpfeifen bestehenden Orgel zu hören. Danach folgt noch ein Rückblick auf die Geschichte des Hauses im 20. Jahrhundert.
Im Oktober 1984 wird das Schauspielhaus mit einem Konzert für die am Neuaufbau beteiligten Arbeiter eingeweiht. Der Kreis hat sich geschlossen, die Musen sind zurückgekehrt.

## Produktion und Veröffentlichung
Rückkehr der Musen wurde 1984 mit dem Untertitel Das Schauspielhaus am Platz der Akademie unter dem Arbeitstitel Platz der Akademie als 35-mm-Film auf ORWO-Color, mit einigen historischen Schwarzweißfilm-Sequenzen, von der Künstlerischen Arbeitsgruppe forum der DEFA gedreht und hatte seine Erstausstrahlung innerhalb der Reihe Häuser des Volkes am 4. Oktober 1984 im 1. Programm des Fernsehens der DDR. Die erste nachweisbare Aufführung auf einer großen Leinwand erfolgte innerhalb der Reihe Berlin.Dokument am 7. Mai 2023 im Berliner Zeughauskino.
Die Dramaturgie lag in den Händen von Christina Bergmann.

## Kritik
Angelika Rätzke lobt in ihrer Kritik in der Berliner Zeitung vom 6. / 7. Oktober, die Fähigkeit des Drehstabes. Weiterhin schreibt sie über denselben: 

„Sie gestalteten eine beeindruckende Zeitchronik, die in anregender Weise Historisches mit Gegenwärtigem verknüpfte. So waren Bilder verschiedener Aufbauphasen nicht schlechthin gefilmte Dokumente, sondern Belege schöpferischen Eiferns der Generationen. Konzeptionell gut durchdacht, entstand eine informative, sehr unterhaltsame Reportage.“

## Auszeichnungen
- 1984: Staatliches Prädikat: Wertvoll